# La grande notte del lunedì sera
La grande notte del lunedì sera è stato un programma televisivo italiano di genere talk show, andato in onda su Rai 2 tra il 2002 ed il 2003, con la conduzione di  Gene Gnocchi, Marcus Schenkenberg e Simona Ventura, ideatrice della trasmissione in seconda serata insieme al regista Paolo Beldi. Lo speaker che annuncia i conduttori della trasmissione era il doppiatore Pietro Ubaldi.

## Edizioni
| Edizione | Inizio            | Fine           | Conduttore                                      | Regia       |
| -------- | ----------------- | -------------- | ----------------------------------------------- | ----------- |
| 1ª       | 30 settembre 2002 | 29 aprile 2003 | Gene Gnocchi Marcus Schenkenberg Simona Ventura | Paolo Beldì |

## Studi televisivi
Il programma veniva trasmesso in diretta dallo Studio TV3 del Centro di Produzione Tv di Milano.